# 이유진 (바둑 기사)
이유진(李裕眞, 1993년 8월 1일 ~ )은 대한민국의 바둑 기사이다.

## 약력
전북 익산 출신으로 장수영 도장에서 바둑을 배웠다. 2014년 제8기 지지옥션배 여류 대 시니어 연승대항전 아마추어 부문에서 우승했고, 제30기 및 31기 덕영배 여성부에서 우승하고 제14기 이창호배 시니어부에서 우승을 차지했다. 43회 여자입단대회를 통해 입단했다. 2017년 제22기 하림배 프로여자국수전 본선 16강에 진출했으며 2018년 7월, 2단으로 승단했다. 2022년에 3단으로 승단했다.